# Leka Zogu
Leka omdirigerar hit. För människo- och djurlek, se lek.
Leka I Zogu, född 5 april 1939 i Tirana, död 30 november 2011 i Tirana, var en albansk tronpretendent och självutnämnd kung. Han var son till kung Zog I av Albanien och Geraldine Apponyi. 
När Leka Zogu endast var ett par dagar gammal flydde hans föräldrar från landet med honom, då Italien invaderade Albanien. Han var efter det bosatt i Frankrike, Spanien, Rhodesia och Sydafrika. Vid faderns död 1961 utropade han sig till konung av Albanien som Leka I. Det skedde på Hotel Bristol i Paris i närvaro av en skyndsamt inkallad tillfällig nationalförsamling. 
Vid en middagsbjudning i Sydney, Australien 1975 förälskade han sig i australiensiska Susan Cullen-Ward, dotter till en fårfarmare. De gifte sig senare samma år i Biarritz, Frankrike. Paret var bosatt i Madrid, Spanien, men blev utvisat ur landet sedan man funnit ett vapenlager i deras hem. De flyttade då till Rhodesia, nuvarande Zimbabwe, och vidare till Sydafrika, men förlorade diplomatiska förmåner efter Nelson Mandelas tillträde.
Leka Zogu försökte göra politisk comeback i Albanien 1997, och lyckades genomdriva en folkomröstning om monarkins återinförande, som han dock förlorade. Leka Zogu kallade sig dock ändå kung och hävdade att han var landets rättmätige arvtagare och ledare. 
Sommaren 2002 flyttade han för gott tillbaka till Albanien. På senare år bodde han i ett mycket välbevakat hus utanför Albaniens huvudstad Tirana. Leka Zogu råkade ofta i konflikt med myndigheterna på grund av sin förkärlek för vapen. Det påstås att han hade tvivelaktiga kontakter och sysslade med olaglig vapenhandel. 
Han gifte sig den 10 oktober 1975 med Susan Cullen-Ward (född 1941, död 18 juli 2004 av lungcancer). Han är far till Leka II (född 26 mars 1982).